# 马来亚国家党

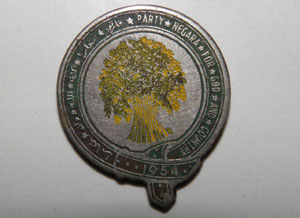
国家党的徽章

馬來亞國家黨（马来语：Parti Negara，缩写Negara）是1953年，由馬來亞獨立黨眾前領袖所組成以馬來人為主的政黨。1954年2月正式成立。创始人是拿督翁惹化爵士。他曾是马来民族统一机构的首任主席，但在黨的內斗中失勢。
按黨章，此党是多元民族政党。曾试图在1950年代末至1960年代初期間尋找定位以打造第三勢力，但結果慘败。该党並未獲得马来社会的顯著支持，並讓巫统领导的联盟譏笑其反復的主張。在国内惟一的议会席位是翁惹化在1959年大選夺得的瓜拉丁加奴國會議席。
随着翁惹化在1962年过世，国家党最终自然消亡。而惟一获得的议席也在随后的补选中，為联盟所取代。